# E. J. Pratt
Pour les articles homonymes, voir Pratt.
E. J. Pratt (né Edwin John Dove Pratt le 4 février 1882 à Western Bay, Terre-Neuve-et-Labrador - 26 avril 1964) était un poète canadien originaire de Terre-Neuve-et-Labrador. 

## Biographie
Né à Western Bay, il a grandi dans plusieurs communautés de Terre-Neuve alors que son père travaillait comme ministre méthodiste au sein de la colonie. Pratt fut aussi ordonné comme ministre méthodiste, mais il n'a jamais servi dans une église. 
Marié à Viola Whitney Pratt (1892-1984), elle aussi écrivain, ils eurent une fille, Claire Pratt (1921-1995), qui devint aussi écrivain. Son frère, Calvert Pratt, est devenu sénateur canadien. Pratt étudia la philosophie à l'Université de Toronto et enseigna la psychologie et la littérature anglaise au Collège Victoria jusqu'en 1953. 
Son premier livre en tant que poète parut en 1914, mais sa première publication importante, intitulée Newfoundland's Verse, n'apparut qu'en 1923. Pratt devint ultimement le plus grand poète canadien du début du XXe siècle, gagnant les prix du Gouverneur général en 1937, 1940 et 1952. Élu à la Société royale du Canada en 1930, il reçut la médaille Lorne-Pierce en 1940 et fut éditeur d'une revue canadienne de poésie de 1936 à 1943. 
Son œuvre s'inspirait souvent de l'histoire canadienne et terre-neuvienne. Une bibliothèque de l'Université de Toronto est actuellement nommée en son honneur, tout comme le prix de poésie accordé par l'université. Les récipiendaires du prix incluent Margaret Atwood en 1961 et Michael Ondaatje en 1966.

## Publications
- Rachel: a sea story of Newfoundland Verse, 1923
- The Witches' Brew, 1925
- Titans, 1926
- The Iron Door: An Ode, 1927
- The Roosevelt and the Antinoe, 1930
- Verses of the Sea, 1930
- Many Moods, 1932
- The Titanic, 1935
- The Fable of the Goats and Other Poems, 1937
- Brebeuf and his Brethren, 1940
- Dunkirk, 1941
- Still Life and Other Verse, 1943
- They Are Returning, 1945
- Collected Poems of E. J. Pratt, 1946
- Behind the Log, 1947
- Ten Selected Poems, 1947
- Towards the Last Spike, 1952
- Collected Poems of E. J. Pratt, 1958
- Here the Tides Flow, 1962
- Selected Poems of E. J. Pratt, 1968
- Heroic Tales in Verse, 1977
- E. J. Pratt: Complete Poems, 1989